# دونكان كاميرون (سياسي)
دونكان كاميرون هو سياسي كندي، ولد في 1 مايو 1863، وتوفي في 23 سبتمبر 1942.